# Aleksandr Ivanovič Morozov
Aleksandr Ivanovič Morozov (in russo Александр Иванович Морозов?; San Pietroburgo, 17 maggio 1835 – San Pietroburgo, 28 novembre 1904) è stato un pittore russo.

## Biografia

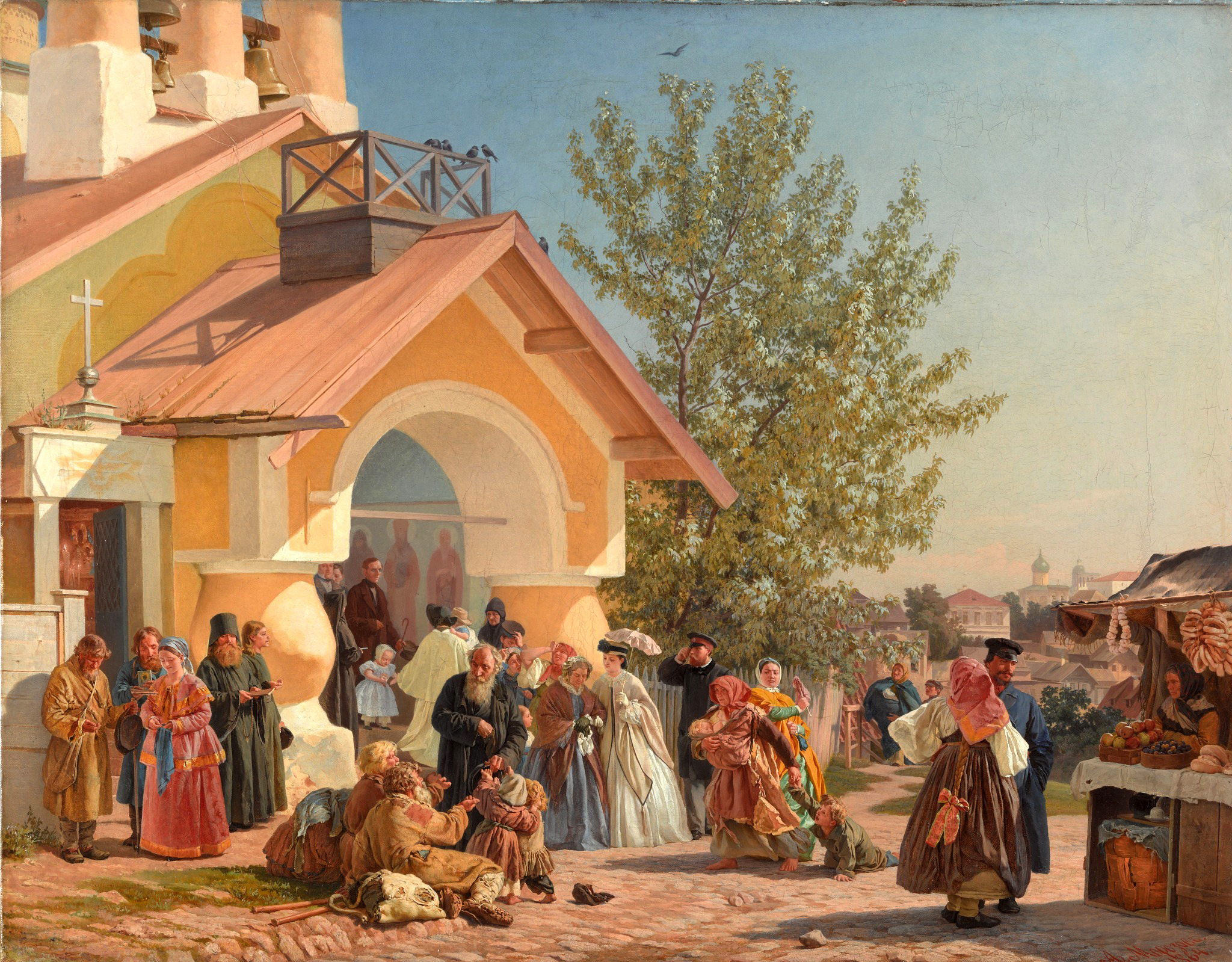
Uscita di chiesa a Pskov (1864), Galleria Tret'jakov

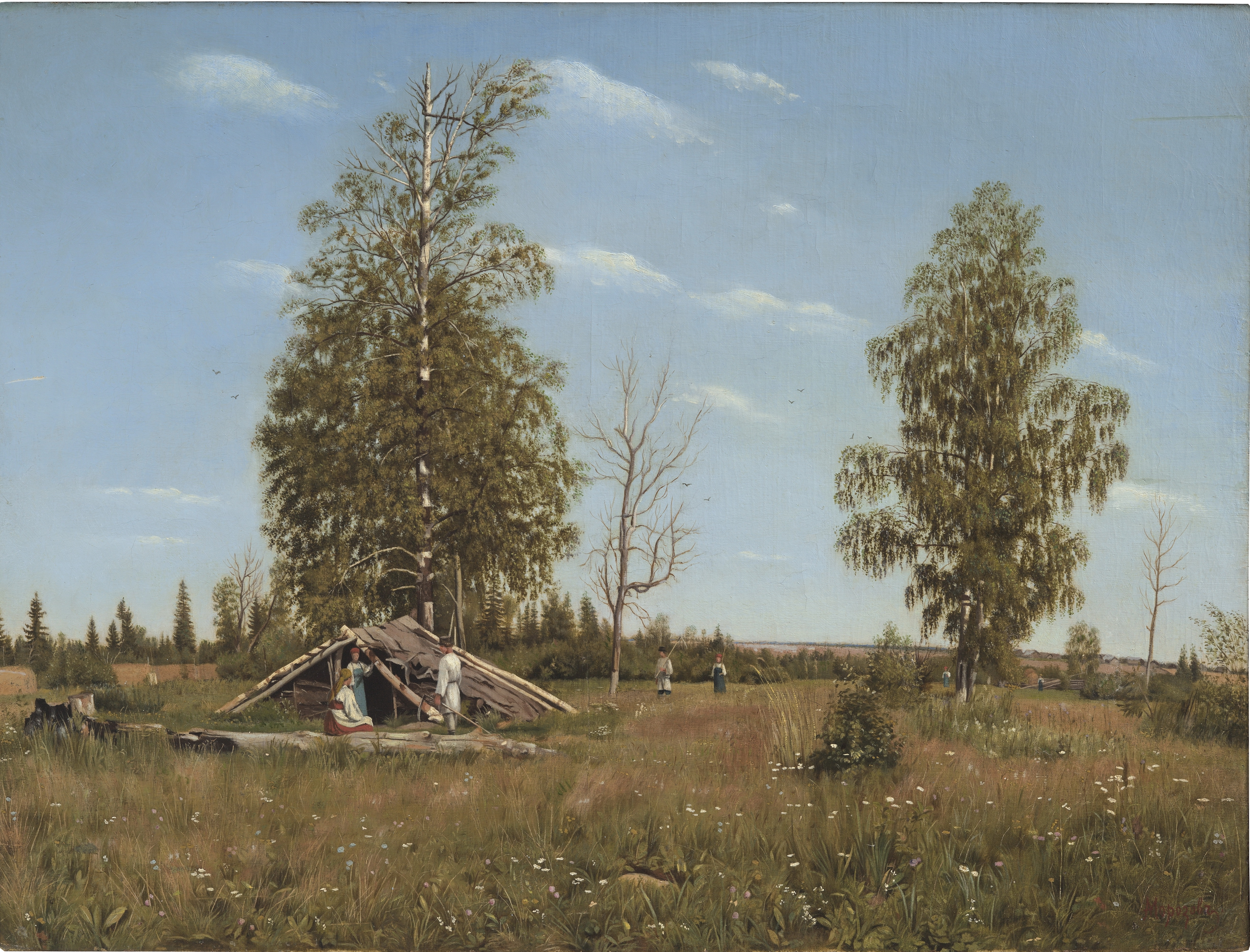
Riposo durante la fienagione (1860), Museo russo

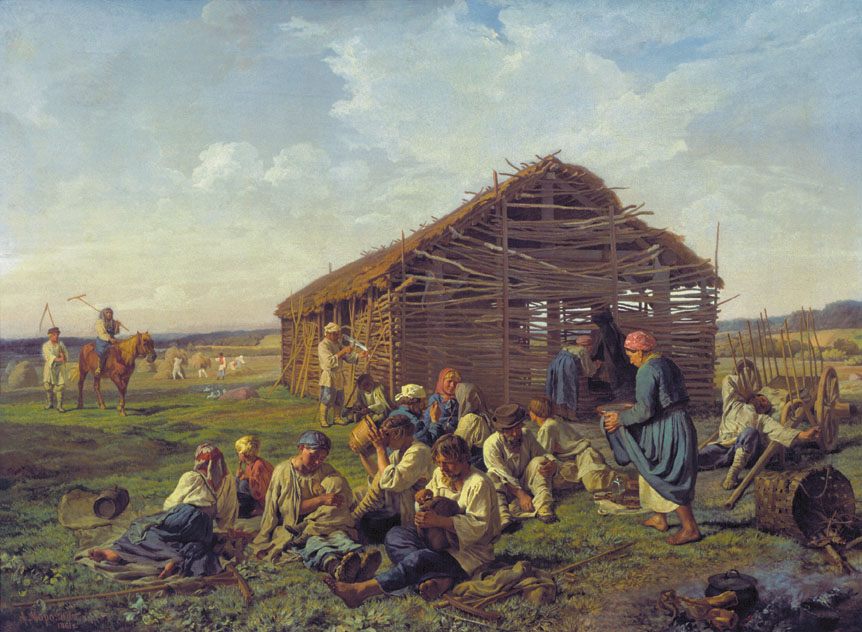
Riposo durante la fienagione (1861), Galleria Tret'jakov

Aleksandr Ivanovič Morozov nacque a San Pietroburgo il 17 maggio 1835.
Morozov insegnò per trent'anni disegno alla Scuola di diritto a San Pietroburgo, oltre a dare lezioni private, e a dedicarsi alla sua principale attività di pittore, di ritratti, paesaggi e di vita quotidiana.
Quasi tutti i suoi dipinti sono caratterizzati da alti livelli di scenografia e ora sono esposti nei più grandi musei nazionali.
All'età di diciassette anni Morozov entrò nell'Accademia russa di belle arti, dove si formò artisticamente, dopo di che si impegnò nella "rivolta dei quattordici", guidata da Ivan Nikolaevič Kramskoj, e abbandonò l'Accademia nel 1863, diventando uno dei membri fondatori del gruppo dell'Artel dei pittori (Артель художников) (1863-1870),avvicinandosi successivamente al gruppo dei Peredvižniki (Передвижники, Itineranti o Ambulanti).
La sua opera Uscita di chiesa a Pskov (1864), ricevette consensi dal critico d'arte Vladimir Vasil'evič Stasov, che la descrisse come una delle prime scene di massa in cui i personaggi principali appartengono alla vita quotidiana, e grazie alla quale Morozov divenne accademico.
Morozov si caratterizzò per un'amorevole attenzione alla realtà quotidiana della gente comune, di cui realizzò pregevoli opere, esprimendo con acutezza e precisione tipi e motivi.
Con l'opera Officina Omutinskij (1885), si dimostrò un pioniere nell'attenzione nei riguardi del mondo industriale e delle fabbriche, ma si distinse anche per importanti paesaggi.
I giovani artisti, tra i quali Il'ja Efimovič Repin e Vasilij Dmitrievič Polenov, ammiravano l'accuratezza dei lavori di Morozov riguardanti la natura, per i colori e per la gestione della luce, influenzato da Aleksej Gavrilovič Venecianov.
Pavel Michajlovič Tret'jakov apprezzò e comprò l'opera Scuola rurale gratuita (1865), nella quale Morozov dipinse sua moglie e i suoi amici che si occupavano dei bambini contadini in una capanna del villaggio.
Con il prosieguo della carriera Morozov fu sempre più attratto dalla natura, e venne definito un "veneziano tardivo".
Tra le sue opere principali si possono menzionare le tele Riposo durante la fienagione (due versioni nel 1860 e 1861), Giornata estiva (1878), Campo di segale verde (1880), Una cura della stanza in affitto (1898).
All'inizio del XX secolo Morozov influenzò numerosi artisti, tra i quali Zinaida Serebrjakova, Boris Michajlovič Kustodiev e Konstantin Somov.

## Opere
- Riposo durante la fienagione (1860);
- Riposo durante la fienagione (1861);
- Uscita di chiesa a Pskov (1864);
- Scuola rurale gratuita (1865);
- Giornata estiva (1878);
- Prima del matrimonio (1879);
- Campo di segale verde (1880);
- Officina Omutinskij (1885);
- Una cura della stanza in affitto (1898);
- Paesaggio (prima del 1904);
- Mare agitato vicino a una costa rocciosa (prima del 1904);
- Casalinga (prima del 1904).